# Kurtna, Ida-Viru
Kurtna este un sat în comuna Illuka (Estonia).

## Populația
2000 (recensământ): 206 loc. 

2008 (estimare): 195 loc.

## Turism
Satul este loc de plecare spre Lacurile Kurtna, situate la sud-est de localitate.

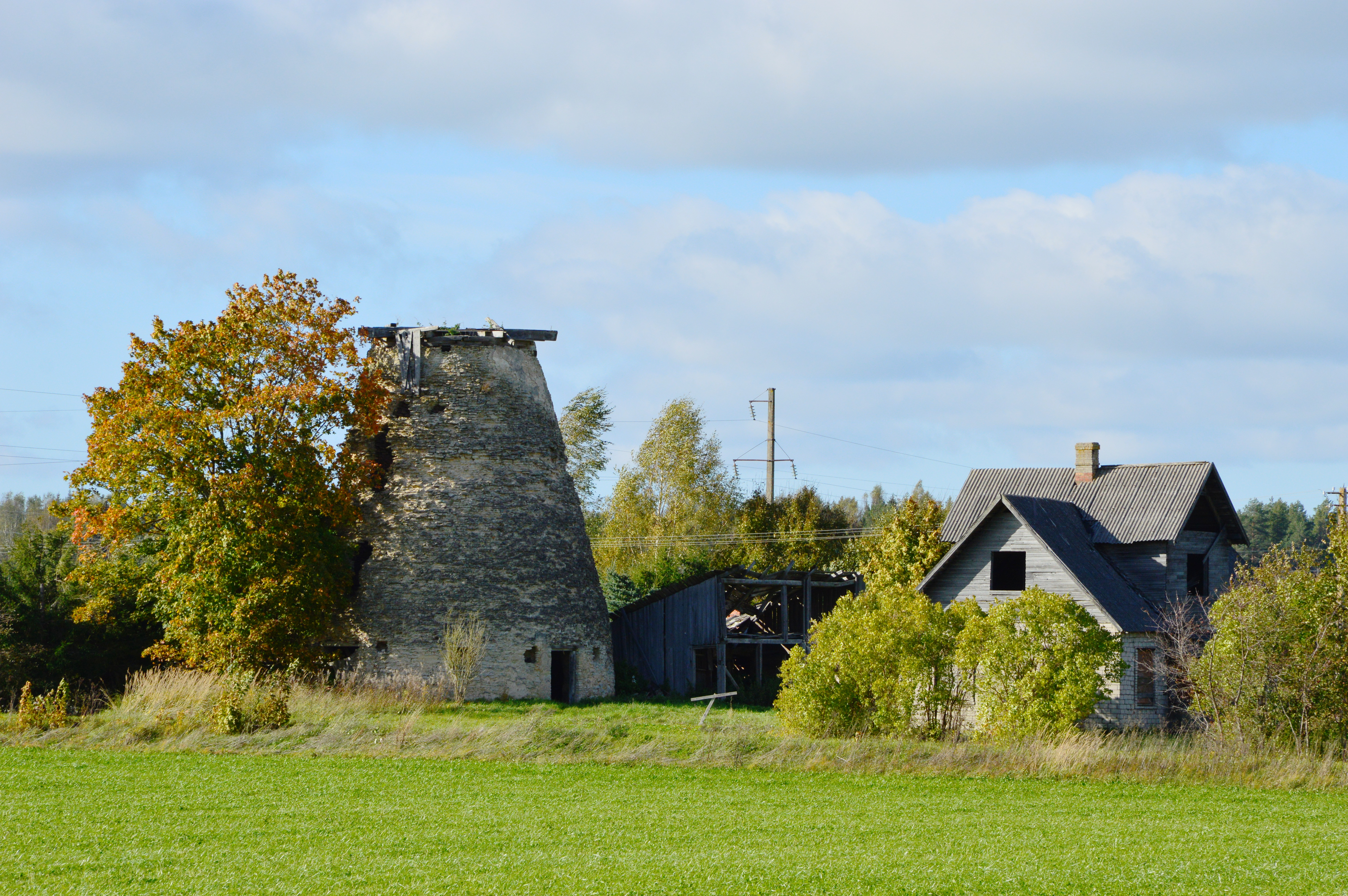
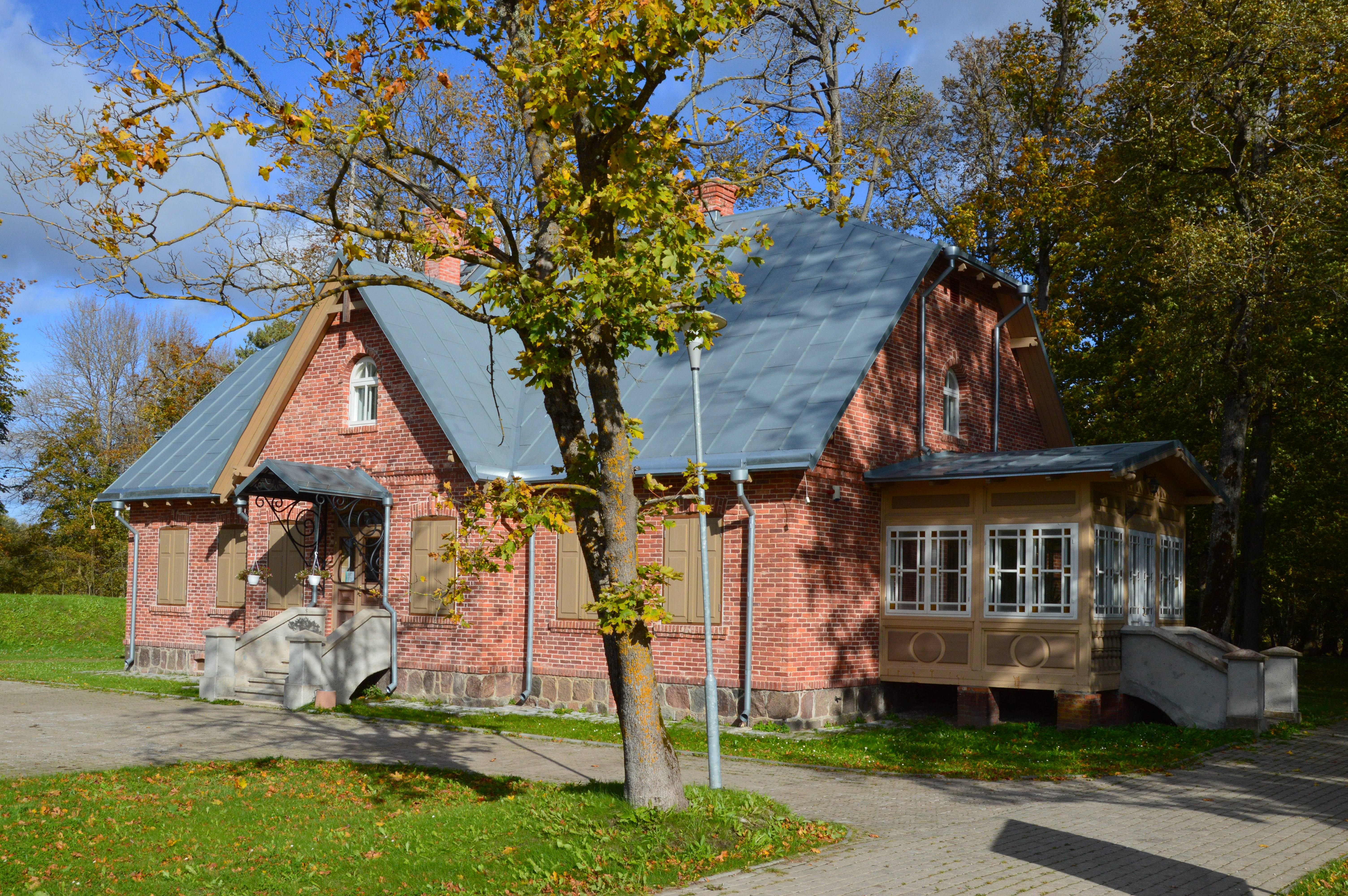
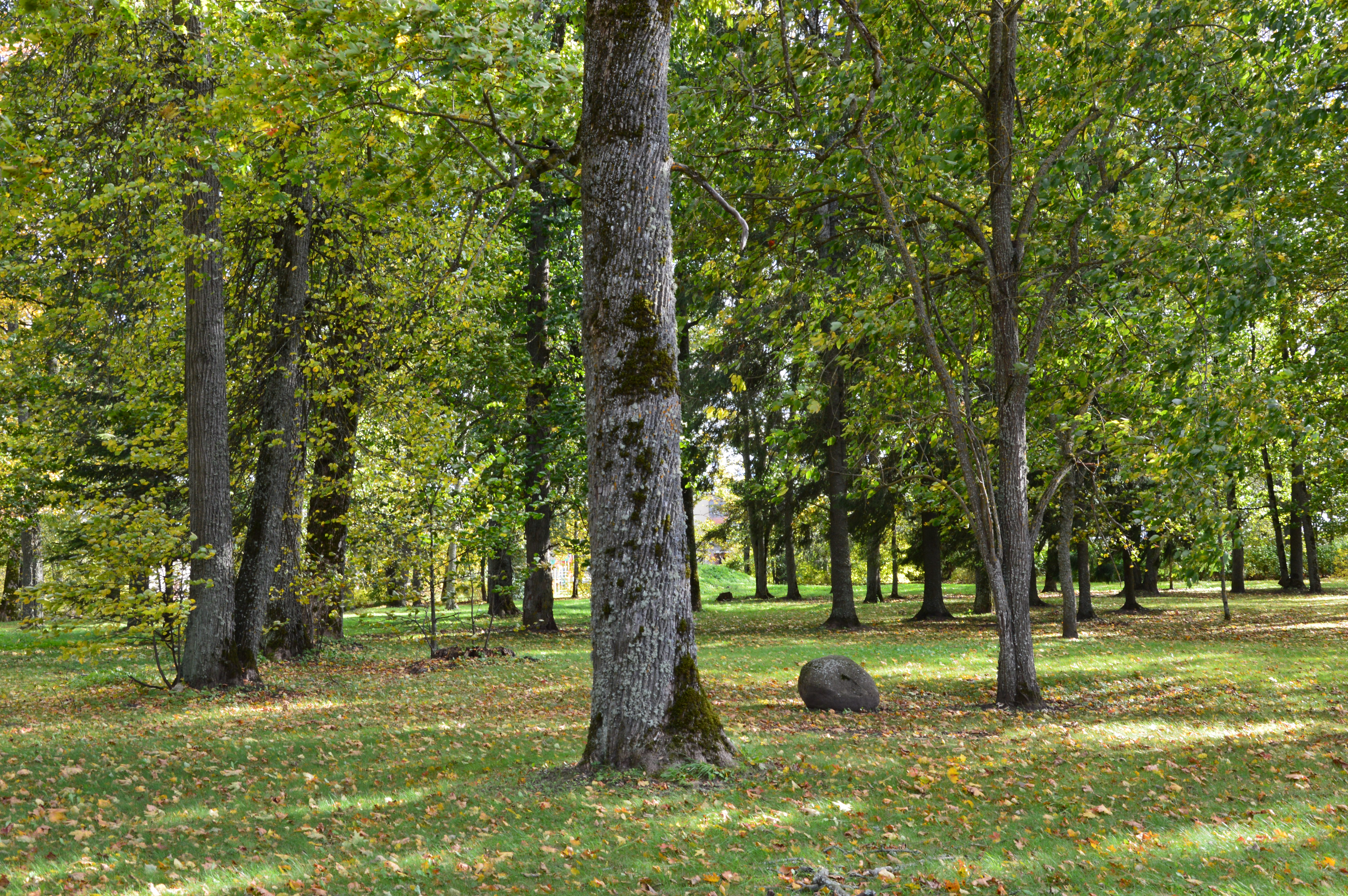
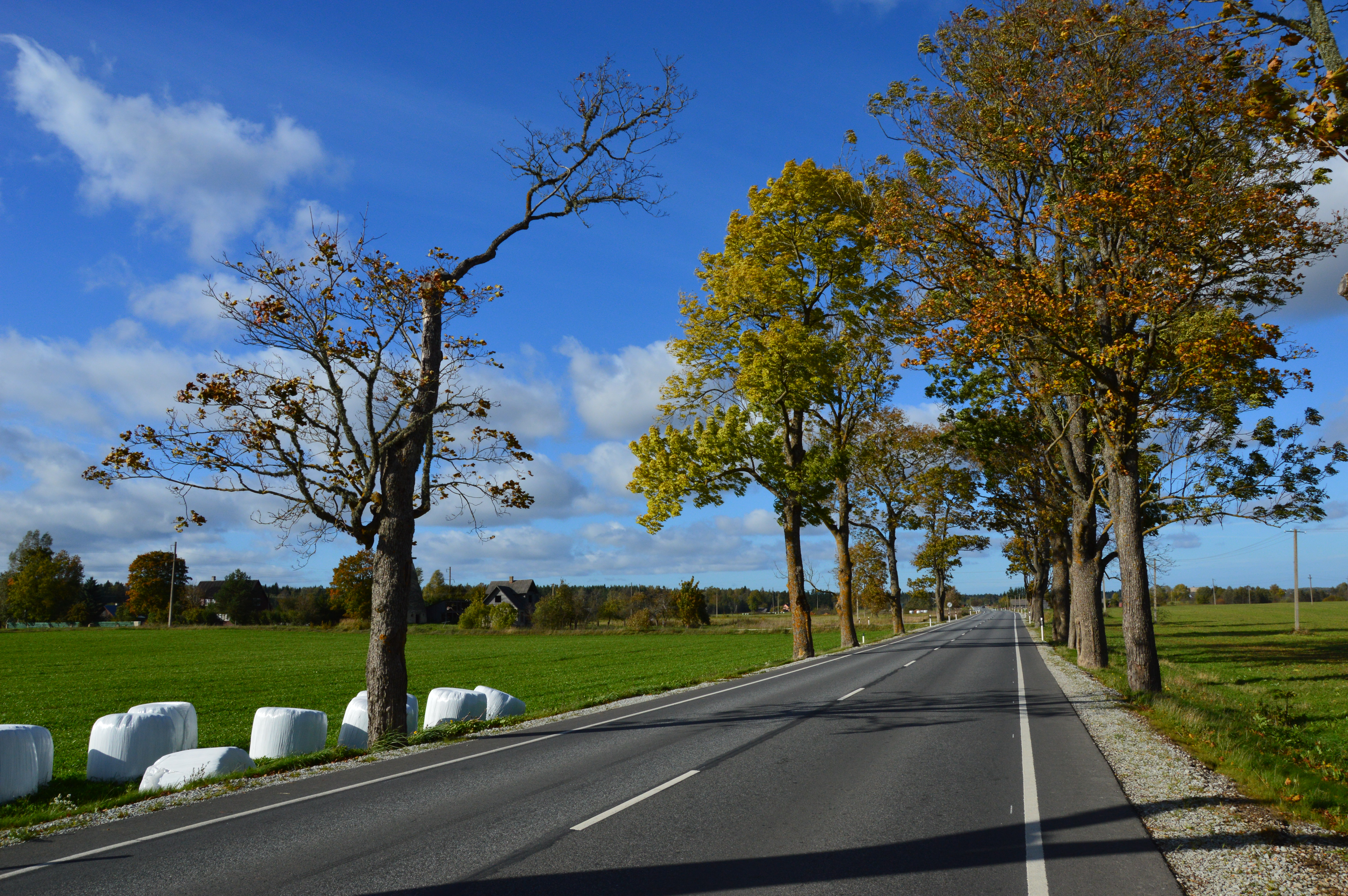